# Everard Mercurian

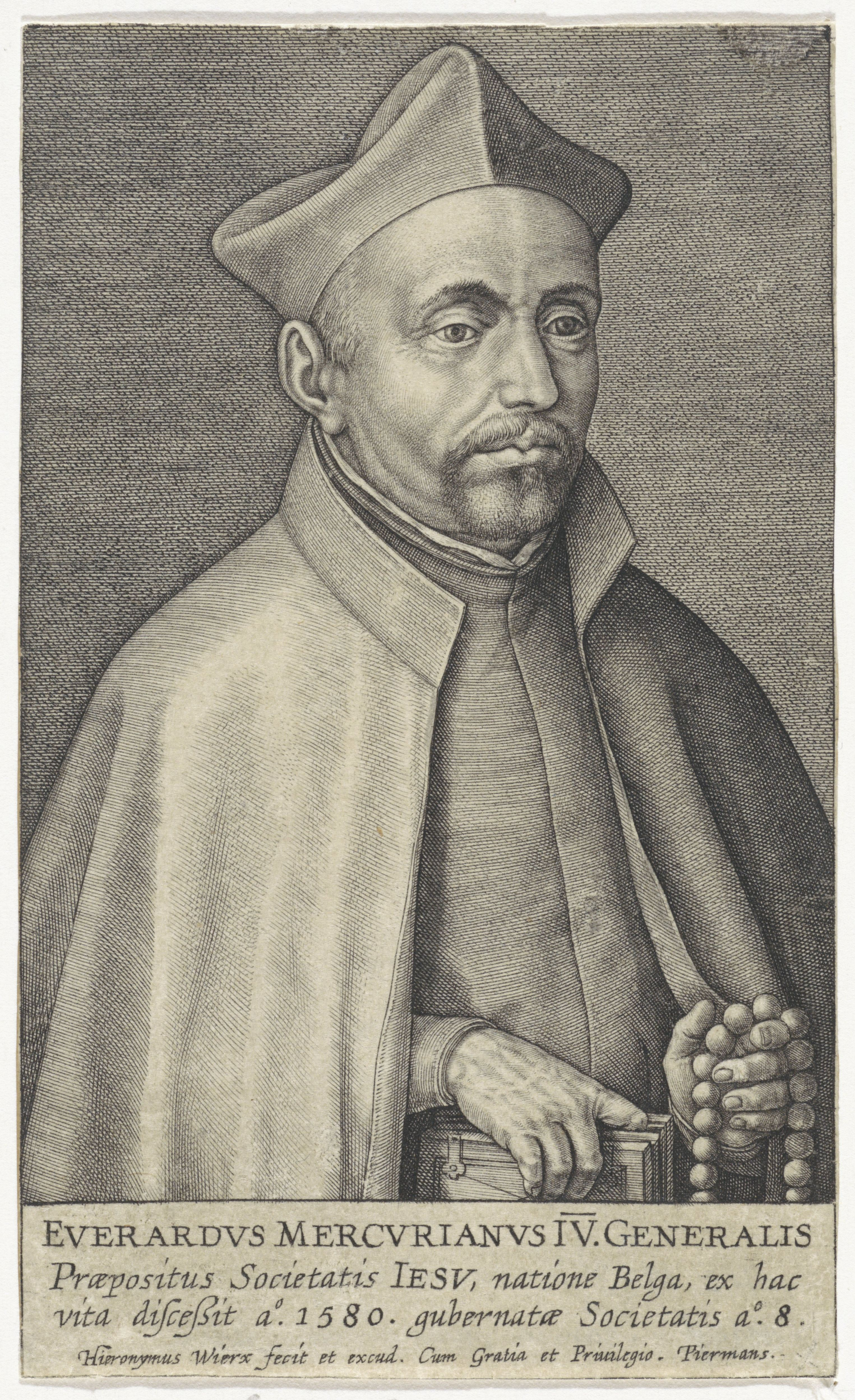
Everard Mercurian

Everard Mercurian (Marcourt, 1514 - Rome, 1 augustus 1580) was een Zuid-Nederlands jezuïet en de 4e generaal-overste van de Sociëteit van Jezus.
Zijn echte familienaam luidde Lardinois, hij werd geboren in het Waalse Marcourt (Luxemburg) en groeide op in een landbouwersgezin. Later zou hij systematisch Marcour gebruiken als ondertekening, wat dan in het Latijn Mercurianus werd, zodat hij onder de naam Mercurian herinnerd wordt.
Op zijn 22e ging hij in Luik studeren. Hij vervolgde zijn studies aan de Katholieke Universiteit Leuven, en werd in 1546 tot priester gewijd. Daar kwam hij in contact met de jezuïeten. Hij werd priester benoemd in een parochie, maar in 1547 ontdekte hij in Parijs de geestelijke oefeningen van Ignatius van Loyola. Hij besluit in te treden in de orde en niet langer in zijn parochie actief te zijn.
In 1551 riep Ignatius hem naar Rome waar hij vooral organisatorisch veel werk verzette. In 1558 werd hij door Diego Laínez tot provinciaal benoemd van de Nederlanden. Daar zorgde hij voor de oprichting van tal van colleges. Ook onder de generaal-overste Franciscus Borgia was hij verantwoordelijk voor de jezuïetenprovincies Duitsland, Frankrijk, Oostenrijk en de Nederlanden.
Na het overlijden van Franciscus Borgia werd de 3de Generale Congregatie gehouden. De uittredende Spaanse vicaris-generaal maakte grote kans als opvolger, maar onder enige pauselijke druk (die niet geapprecieerd werd door de orde) werd de Luxemburger Mercurian gekozen.
Zijn bewind werd gekenmerkt door consolidatie: de orde was sterk aan het groeien, en dat moest bewaakt worden. Zo werden tal van regels uitgewerkt, colleges met problemen werden gesloten en nieuwe colleges werden opgericht. Ook het missiewerk kreeg de nodige aandacht. Onder zijn bewind werd Edmund Campion naar Engeland gestuurd.
Hij verdroeg het Romeinse klimaat slechts moeilijk. Toen er in 1580 een pestepidemie uitbrak, werd dit hem fataal. Zijn stoffelijke resten worden nu bewaard in de crypte van de Il Gesu-kerk te Rome.
- Biblioteca Nacional de España: XX1792058
- Bibliothèque nationale de France: cb14615278n (data)
- Gemeinsame Normdatei: 129864412
- International Standard Name Identifier: 0000 0000 5957 5483
- Library of Congress Control Number: n2009030243
- Nationale Bibliotheek van Tsjechië: xx0308163
- Système universitaire de documentation: 114659036
- Virtual International Authority File: 10101791
- WorldCat: E39PBJmTkc8yCGWJmpgx4xd84q